# Пневматологія
Пневматологія — певна дисципліна в християнському богослов'ї, яка зосереджена на вивченні Святого Духа. Цей термін походить від грецького слова Pneuma (πνεῦμα), яке позначає «дихання» або «дух» і метафорично описує нематеріальну істоту чи вплив.

Пневматологія вивчає також діяння Святого Духа. Це включає християнські вчення про нове народження, духовні дари (харизмати), хрещення Святим Духом, освячення, Богонатхнення пророків та включення до Святої Трійці (що саме по собі охоплює багато різних аспектів). Різні християнські конфесії мають різні теологічні підходи щодо цього.